# 水碓賜福宮
水碓賜福宮或水對賜福宮、大村賜福宮，位於臺灣彰化縣大村鄉美港村，最早建於清朝乾隆年間，目前的建築是在1970年改建完成，原本的祭祀圈範圍包含「蓮花池」(Liân-hue-tî)、「港尾」(Káng-bué)、「水碓」(Tsuí-tuì)、「北勢仔」(Pak-sì-á)等四個聚落，後來北勢仔另立福天宮。
信徒追本思源常前往彰化彰山宮謁祖進香。

## 圖集

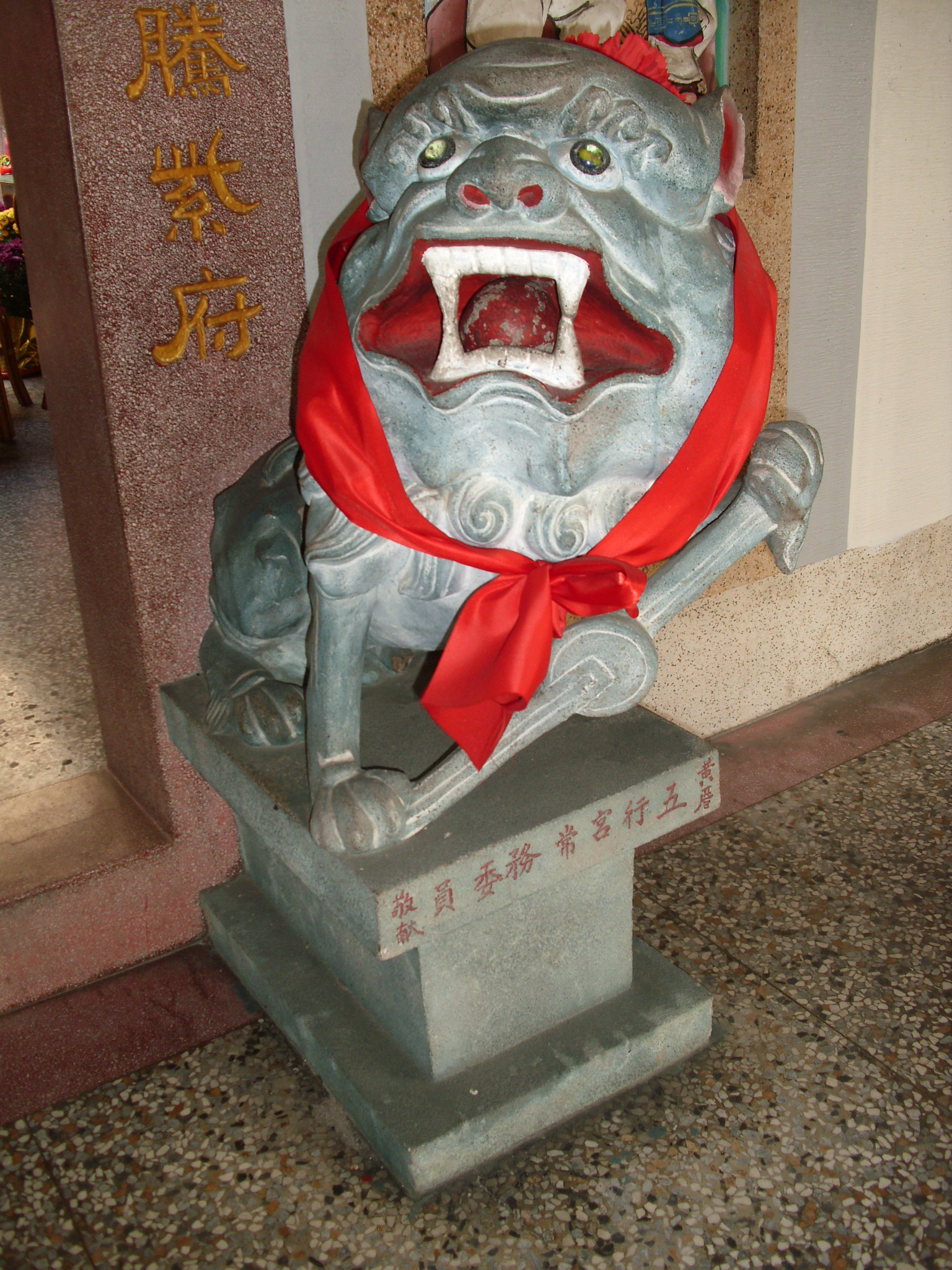
正門石獅（公）
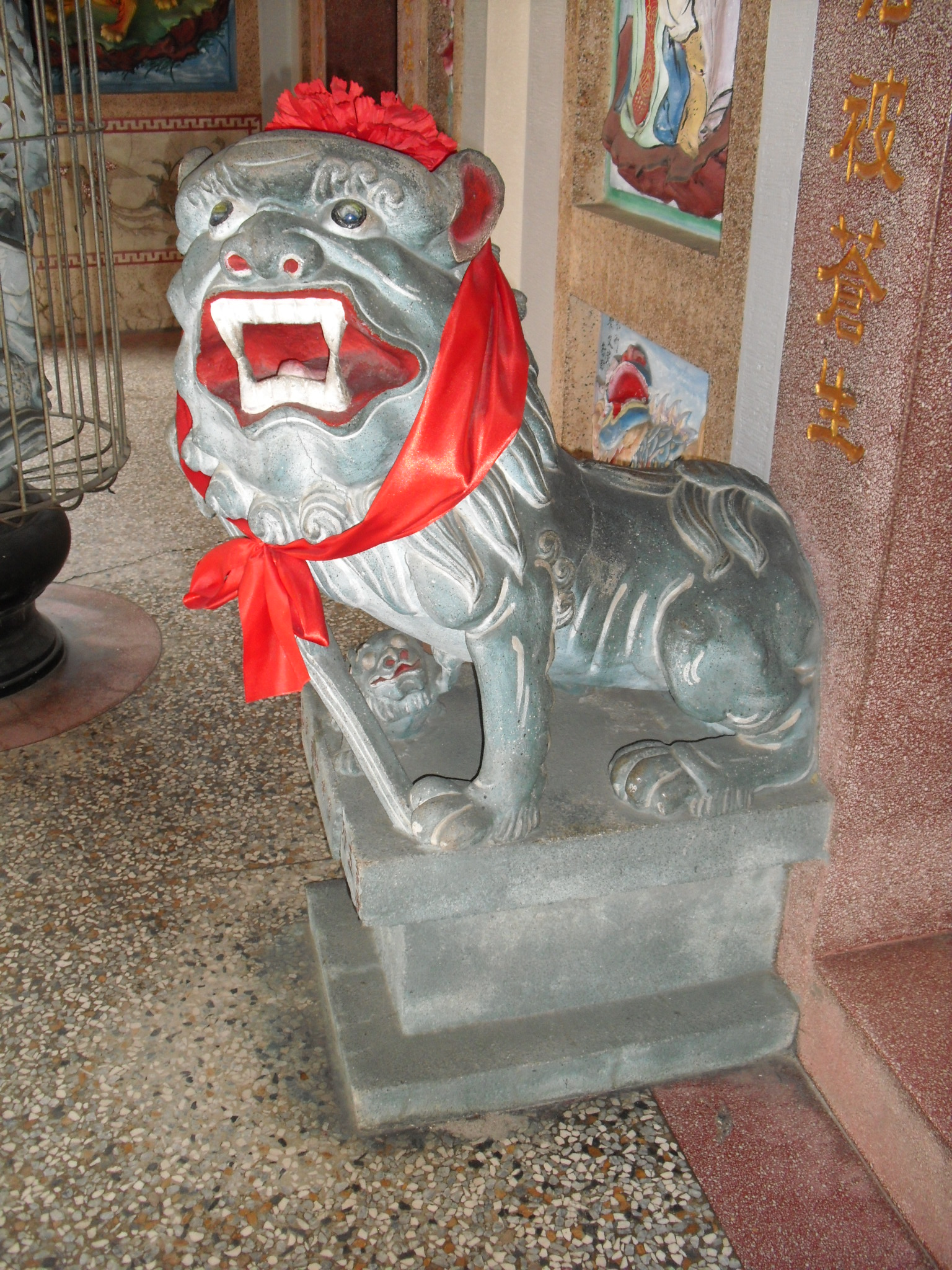
正門石獅（母子）
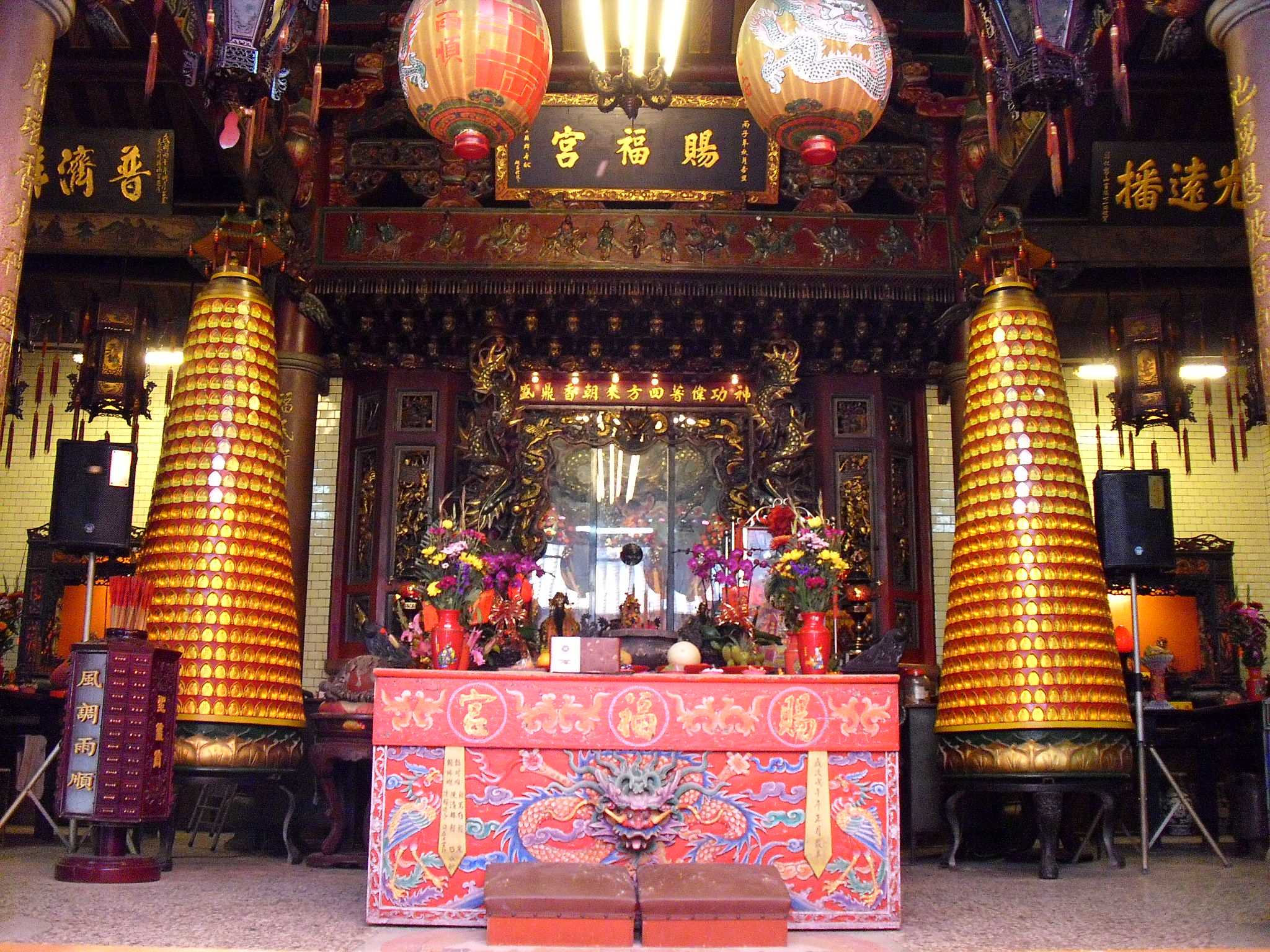
後殿
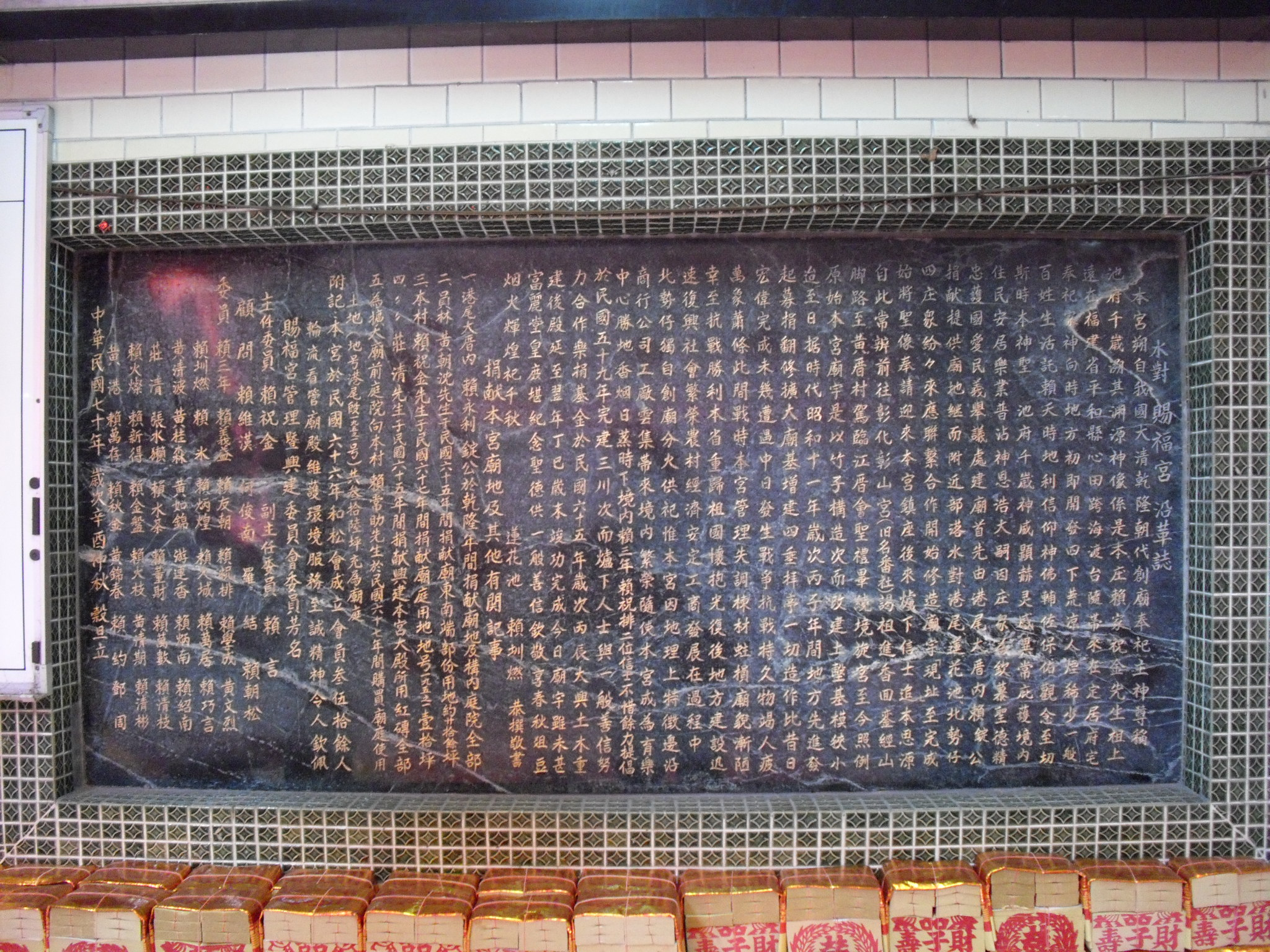
沿革誌
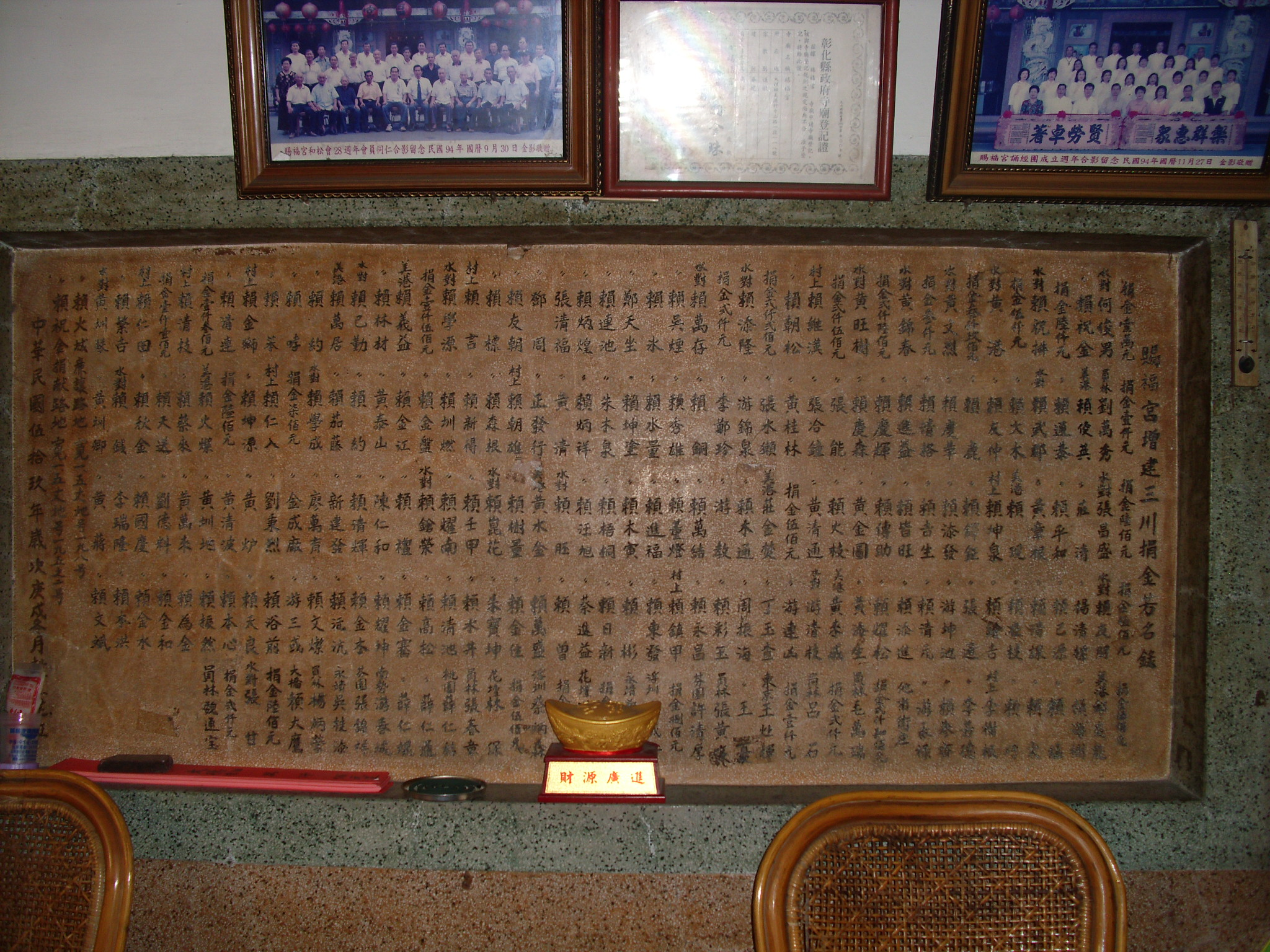
1970年增建三川捐金芳名錄
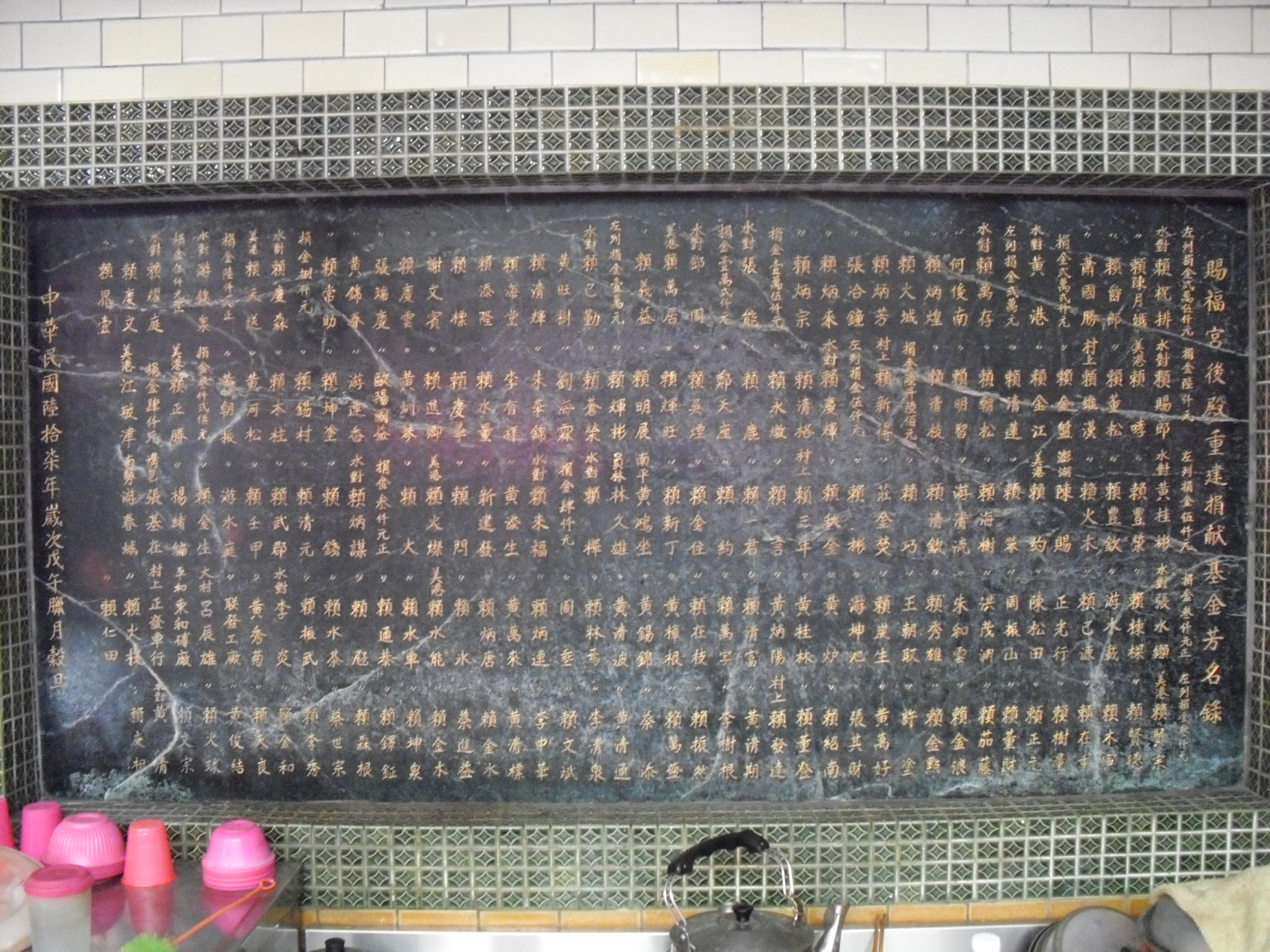
1978年後殿重建捐獻基金芳名錄

## 外部連結
- 大村鄉水對賜福宮 （页面存档备份，存于），清靜齋，隨意窩